# Nowe Miasto nad Pilicą
Nowe Miasto nad Pilicą é um município da Polônia, na voivodia da Mazóvia e no condado de Grójec. Estende-se por uma área de 11,25 km², com 3 830 habitantes, segundo os censos de 2016, com uma densidade de 342,4 hab/km².